# گارمین بیس‌کمپ
گارمین بیس‌کمپ (به انگلیسی: Garmin BaseCamp) یک نرم‌افزار سامانه اطلاعات جغرافیایی و نمایش نقشه است که بر روی ویندوز و مک‌اواس اجرا می‌شود. این نرم‌افزار در ابتدا برای استفاده بر روی ابزار راهیابی جی‌پی‌اس شرکت گارمین تهیه شد. از این نرم‌افزار می‌توان برای تعیین مسیرهای صعود در کوهنوردی استفاده کرد.

## ویژگی‌ها
- قابلیت مشاهده نقشه با فرمت GPX و تصاویر ماهواره ای و انتقال آنها به دستگاه‌های سخت‌افزاری تعیین موقعیت جغرافیایی
- تهیه مسیر و نقاط خاصی بر روی آن (مثل پناهگاه‌ها، جانپناه‌ها، قله‌ها و …) بر روی رایانه و سپس مشاهده آن بر روی رایانه یا موبایل (با نرم‌افزارهای موبایل) یا انتقال به دستگاه
- نشان‌گذاری جغرافیایی عکس‌ها (به روش کشیدن و انداختن) و سپس وارد کردن آنها به نرم‌افزارهای دیگر مثل پیکاسا و ریلیو. در این صورت آن نرم‌افزارها به‌طور خودکار موقعیت جغرافیایی عکس را می‌شناسند و آن را در مختصات مناسب در نقشه قرار می‌دهند بدون این که نیاز به وارد کردن مختصات به صورت دستی باشد.